# Asamblea Ciudadana de Magallanes
La Asamblea Ciudadana de Magallanes es una organización social chilena de carácter regionalista, con sede en la Región de Magallanes. Fue creada el 2 de octubre de 2010, y logró notoriedad nacional cuando en enero de 2011 dirigió las protestas contra el alza del precio del gas natural en la región, y fue la entidad representante de la ciudadanía en las negociaciones con el Gobierno de Chile.

## Organizaciones participantes
- Central Unitaria de Trabajadores (CUT) Provincial Magallanes
- Agrupación Nacional de Empleados Fiscales (ANEF)
- Asociación Gremial de Comunicadores de Magallanes
- Unión Comunal de Juntas de Vecinos "Hernando de Magallanes" de Punta Arenas
- Unión Comunal de Adultos Mayores de Punta Arenas
- Multigremial de Última Esperanza
- Organizaciones de microempresarios
- Juntas de Vecinos de Punta Arenas
- Unión Comunal de Juntas de Vecinos de Porvenir
- Sindicatos de Trabajadores de plantas pesqueras
- Colegio de Profesores de Magallanes
- Sindicatos de Pescadores artesanales de Magallanes
- Sindicatos de Tripulantes de naves pesqueras
- Federación de Estudiantes de la Universidad de Magallanes (FEUM)